# Бусс (острів)

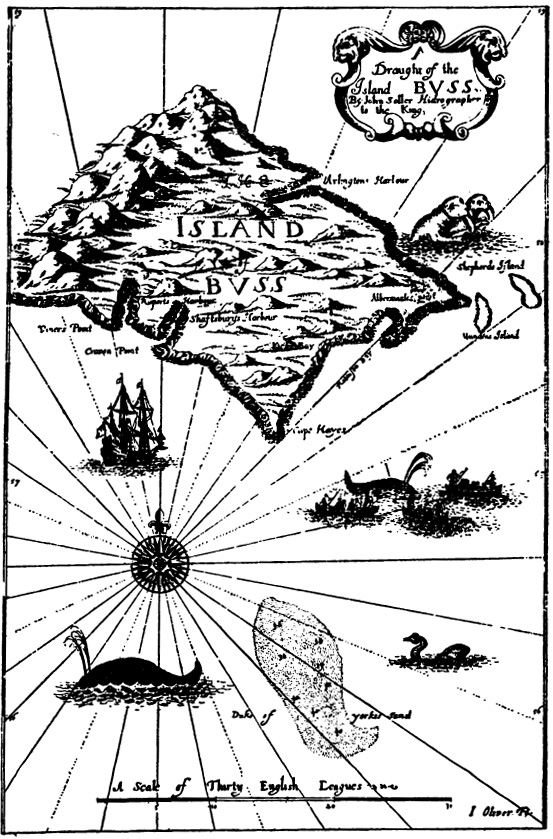
Карта острова Буссе з «English Pilot» Джона Селлер

Бусс (Buss) — фантомний острів, що з'являвся на картах Північної Атлантики.

## Історія
Був оголошений відкритим під час третьої експедиції Мартіна Фробішер у вересні 1578 моряками з судна «Emmanuel», зображувався на картах між Ірландією і островом Фрисланд (також згодом виявився островом-примарою), приблизно на 57 градусі північної широти. Острів був названий по типу судна, що зробив відкриття (busse). Вважається, що Фробішер помилково прийняв за Фрисланд Гренландію, а за Гренландію — Баффінову Землю, а «Emmanuel», повертаючись додому, зробив помилку через оптичну оману в умовах поганої видимості, знаходячись біля Гренландії приблизно на 62 градусі північної широти.
У 1671 році Томас Шепард заявив, що досліджував острів і заніс його на карту. Коли в Північній Атлантиці стали більше плавати, існування острова стало менш визначеним, а його передбачувані розміри сильно зменшилися. У 1745 році було припущено, що острів «потонув», тому що його передбачуване місцезнаходження виявилося пустельним. Острів або «місце затонулого острова» можна було виявити навіть на картах XIX століття. Його існування було остаточно спростовано англійським мандрівником Джоном Россом під час його першого арктичної експедиції 1818 на судні «Isabella», коли він не знайшов там ніякої землі навіть на глибині 180 фатомів (330 м).